# 太陽之塔挾持事件

1970年4月時的大阪萬博會場風景，中央偏右是太陽之塔

太陽之塔挾持事件（日語：アイジャック事件）是指1970年4月26日，一名男子闖入日本1970年世界博覽會（大阪萬博）會場內「太陽之塔」的右眼部分並長時間占據的事件。此事件亦被稱為「眼球男事件」。

## 概要
1970年4月26日下午5時，一名頭戴寫有「赤軍」字樣的紅底黑字頭盔、口裹藍色毛巾的男子，攀爬至太陽之塔正面左側、直徑約2公尺的右眼處，發表主張中止萬博等訴求的激進演說，並進行長時間的占據行動。原本嵌於眼部、具5千瓦輸出的燈泡每晚皆會點亮，惟事件期間為配合安全考量，僅左眼持續點燈，右眼暫停使用。
事件恰逢黃金週，萬博入場人數激增，引發媒體與民眾高度關注。經過159小時的僵持後，該男子終於在5月3日上午8時接受機動隊員勸說而自願投降，並遭大阪府警察逮捕。被捕時，他身上僅攜帶一個容量8公升的露營背包、一台晶體管收音機、衛生紙，以及《萬葉集》、《葉隱》、《萩原朔太郎詩集》等文庫本，未攜帶食物或飲水。期間，他曾將金錢交給上前勸說的警察小隊長，請對方代為購買啤酒與食物，但遭到拒絕，僅獲得1公升飲用水。
在吹田警察署接受偵訊時，男子僅簡短表示「因為廣島大學鬥爭中我被發布了逮捕令」，並稱此行動為抗議所為，之後陷入沉默。由於其體力衰竭，警方一度中止偵訊。後經調查確認，該男子為一名25歲無業前地方政府職員，立場屬於「非派系激進派」（ノンセクト・ラジカル），並無參與任何組織性活動。據稱他原本與友人閒談時說出「如果一起占據太陽之塔應該會很有趣吧」，結果便真實行了這場單人行動。出獄後，他返回旭川市繼承父親經營的洋品店，從事商業經營。

## 影響
4月27日，即該事件發生翌日，詩人糸井貫二偶然閱讀報紙報導後深受啟發，企圖攀上太陽之塔的另一側眼部，但因警戒嚴密而作罷。改而於當日11時45分左右，裸體出現在同一會場內岡本太郎創作的雕塑《母之塔》階梯處，當場遭逮捕。
2014年3月29日起，於萬博紀念公園內的EXPO'70館舉辦的特別展《觀看・觸摸・遊玩太陽之塔》中，推出名為「挾持太陽之塔初代：黃金之臉！？」的體驗展示，將1992年改修時拆下的初代「黃金之臉」放入眼部區域，供參觀者體驗。
藝術家矢延憲司曾針對此事件製作作品《太陽之塔挾持計畫》，親自採訪當事人，並於2003年作為其「原子裝計畫」（アトムスーツ・プロジェクト）的一環，實際攀上太陽之塔左眼部，重現當年事件。
2003年8月17日，MBS電視台播出節目《映像’03：走向誇大妄想之都～矢延健二EXPO’03～》，當事人受訪時透露，當年每天早晨都會受到蘇聯館職員大聲問候。
2018年2月12日，MBS電視台節目《激拍！直擊!!爆料》（激撮!直撃!!スクープ）中，當事人不僅公開談及當年挾持行動的動機，還透露自己曾與太陽之塔的創作者岡本太郎進行過對話。

## 外部連結
- つれづれなるままに　♯21　加藤浩嗣アーカイブス＜それぞれに＞「太陽」にのぼった男・１: シアターホリック（演劇病）、2、3、4、5
- ヤノベケンジ入門　文字お越し集